# Cocorí
Cocorí fue un rey indígena  de Costa Rica, posiblemente de extracción huetar, que habitaba en 1543-1544 en la cuenca del río Suerre, hoy Reventazón, en la vertiente caribeña. Junto con otro rey indígena de la región, llamado Camaquiri, se reunió en la villa de Santiago con Diego Gutiérrez y Toledo, Gobernador de la Provincia de Nueva Cartago y Costa Rica, quien los recibió amablemente y al cual obsequiaron objetos de oro bajo por valor de setecientos ducados. 
Posteriormente, en octubre de 1544, el codicioso Gobernador, posiblemente inspirado en el precedente de Atahualpa y Francisco Pizarro, apresó a ambos reyes en la ciudad de San Francisco, con el propósito de obligarles a pagar un rescate en oro. El rey Camaquiri logró fugarse, y las miras de Gutiérrez se concentraron en el rey Cocorí, pero este le dijo que carecía de oro. Gutiérrez le amenazó de muerte varias veces, ante lo cual el monarca reaccionó siempre con dignidad y altivez, e incluso manifestó al Gobernador "que no sabía de qué casta eran los cristianos que tantas maldades cometían por doquiera que pasaban". Gutiérrez obligó después a Cocorí a servir como cargador, junto con otros indígenas, en su marcha hacia el interior del país. Al llegar a una bifurcación de senderos, el gobernador preguntó al rey cuál de los dos debía tomarse para salir a cualquier pueblo, y cuando Cocorí contestó que lo ignoraba, ordenó que le diesen muerte. El monarca dejó su carga y bajo la cabeza, esperando el golpe de la espada, pero Gutiérrez detuvo el brazo de los ejecutores y le perdonó la vida a Cocorí, aunque no le concedió la libertad. Pocos días después, la expedición fue atacada por un numeroso grupo de indígenas, que dieron muerte a Gutiérrez y a la mitad de sus compañeros. Los documentos no mencionan qué fue del rey Cocorí.